# 1734
Перша наукова революція •  Глухівський період в історії Гетьманщини •  Російська імперія

## Геополітична ситуація
Османську імперію очолює Махмуд I (до 1754). Під владою османського султана перебувають Близький Схід та Єгипет, Середземноморське узбережжя Північної Африки, частина Закавказзя, значні території в Європі: Греція, Болгарія і Сербія. Васалами османів є Волощина та Молдова.
Священна Римська імперія охоплює крім німецьких земель Угорщину з Хорватією, Трансильванію, Богемію, Північ Італії, Австрійські Нідерланди. Її імператор — Карл VI Габсбург (до 1740). Король Пруссії — Фрідріх-Вільгельм I (до 1740).
На передові позиції в Європі вийшла Франція, якою править Людовик XV (до 1774). Франція має колонії в Північній Америці та Індії.
Король Іспанії — Філіп V з династії Бурбонів (до 1746). Королівству Іспанія належать південь Італії, Нова Іспанія, Нова Гранада та Віце-королівство Перу в Америці, Філіппіни. Королем Португалії є Жуан V (до 1750). Португалія має володіння в Бразилії, в Африці, в Індії, в Індійському океані й Індонезії.
Північ Нідерландів займає Республіка Об'єднаних провінцій. Вона має колонії в Північній Америці, Індонезії, на Формозі та на Цейлоні. Великою Британією править Георг II (до 1760). Британія має колонії в Північній Америці, на Карибах та в Індії. Король Данії та Норвегії — Крістіан VI (до 1746), на шведському троні сидить Фредерік I (до 1751). На Апеннінському півострові незалежні Венеціанська республіка та Папська область. у Речі Посполитій королює Август III Фрідріх (до 1763). На троні Російської імперії сидить Анна Іванівна (до 1740).
Україну розділено по Дніпру між Річчю Посполитою та Російською імперією. Після смері гетьмана Лівобережної Данила Апостола влада в Україні перейшла до Правління гетьманського уряду. Пристанищем козаків стала Нова Січ. Існує Кримське ханство, якому підвласна Ногайська орда.
В Ірані правлять Сефевіди.
Значними державами Індостану є Імперія Великих Моголів, Імперія Маратха. В Китаї править Династія Цін. В Японії триває період Едо.

## Події

### В Україні
- Після смерті гетьмана Данила Апостола влада на українських землях у складі Росії перейшла до «Правління гетьманського уряду» на чолі з князем Олексієм Шаховським.
- Розпочався останній період існування Січі, який називають Нова Січ.[1]
- 31 січня — російська імператриця Анна видала таємний указ «Про шлюби малоросів».
- Влітку підписано Лубенський договір щодо переходу Низового січового війська до підданства Російської імперії.
- На Правобережній Україні спалахнуло повстання Верлана.

### У світі
- Продовжувалася війна за польську спадщину. В її ході російська армія з лютого по липень тримала в облозі Гданськ. Намагання польських військ зняти облогу призвело до невдалої для них битва під Височином у квітні. В результаті місто здалося.
  - Іспанці перемогли австрійців у битві при Бітонто.
  - Французи після довгої облоги захопили місто Філіппсбург.
  - У Польщі створено Дзіковську конфедерацію, що виступала за незалежність Речі Посполитої.
- Припинила діяльність Остендська компанія, виконуючи умови Другого віденського договору.
- Іспанський принц Карл (майбутній король) став королем Неаполя та Сицилії.
- Французькі та швейцарські війська придушили повстання рабів на острові Сент-Джон у Данській Вест-Індії.

### Наука та культура
- Джордж Берклі опублікував книгу «Аналітик» із критикою засад математичного аналізу.
- Леонард Ейлер придумав інтегрувальний множник.
- Медаль Коплі отримав Джон Теофіл Дезаґульє.
- Виписано ордер на арешт Вольтера за написання «Філософських листів».
- Засновано Геттінгенську університетську бібліотеку

## Засновані
- Геттінгенський університет, заснований Георгом II

## Народились
див. також Категорія:Народились 1734
- 21 березня — Шахрох Шах, шах Ірану
- 23 травня — Франц Месмер, австрійський лікар
- 3 вересня — Джозеф Райт, британський художник
- 1 грудня — Адам Казимир Чорторийський, польський політик та письменник

## Померли
див. також Категорія:Померли 1734
- 29 січня — Данило Апостол, гетьман Лівобережної України
- 28 грудня — Роб Рой, шотландський національний герой